# Heikki Kähkönen
Heikki Kähkönen, né le 26 décembre 1891 à Rääkkylä et mort le 30 juin 1962 à Imatra, est un lutteur finlandais, spécialiste de lutte gréco-romaine.

## Palmarès
- Jeux olympiques de 1920 à Anvers (Belgique)
  -  Médaille d'argent dans la catégorie poids plumes.